# Caazapá (departament)
Caazapá – jeden z departamentów Paragwaju. Stolicą jest miasto Caazapá. Departament jest znany z pięknych, zalesionych wzgórz i uprawy pomarańczy i mandarynek. Wschodnia część Caazapá jest mało uprawiana. Składa się ze wzgórz i dużego interioru między górami San Rafael na południu i górami Yvytyrysy na północy. Zachodnia część to płytkie obszary bagienne i większość małe dopływy największej rzeki wschodniego Paragwaju, czyli Tebicuary. Wiele małych miejscowości utrzymuje się z drobnego handlu przy autostradzie między San Juan Nepomuceno i Tawai. Mieszkający tu Indianie Mby’a i Guayaki, uprawiają zboża, kukurydzę, maniok. Mieszkają w małych osadach i podróżują wszędzie pieszo. W większości mieszkają w rezerwatach, ale dużo osób ucieka do Brazylii, by tam pracować przy uprawie fasoli. Słabe przepisy i ich wprowadzanie w życie utrudnia powstrzymanie emigracji.

## Dystrykty
Departament dzieli się na 10 dystryktów:
1. Abaí
2. Buena Vista
3. Caazapá
4. Doctor Moisés S. Bertoni
5. Fulgencio Yegros
6. General Higinio Morínigo
7. Maciel
8. San Juan Nepomuceno
9. Tabaí
10. Yuty

## Historia
Historia departamentu zaczyna się od przybycia tutaj misjonarzy z zakonu Franciszkanów. Wzięli oni pod swoją opiekę kilka indiańskich osad i rządzili nimi niepodzielnie przez 10 lat. Przybyli tutaj z misji w Río de la Plata.
Centralna część Paragwaju, w której leży Caazapá, była najważniejsza i kształtowała historię kraju. W 1786 misjonarze Jana Nepomucena odkrył ten region i pomagał w ekploatacji tutejszej ziemi.
W 1906, zgodnie z prawem, Caazapá została departamentem nr 6. Stolicą zostało miasto o tej samej nazwie. Od 1973 granice nie były zmieniane i departament do dziś zachował swój obszar.
W wieku XIX sprowadzano tutaj australijskich kolonistów, i utworzono kolonię socjalistyczną. Do dzisiaj w miastach żyją potomkowie tamtejszych kolonistów. Jednym z tych potomków autor komiksów Robin Wood. Inne znane osoby pochodzące z Caazapá to:
- M. D. Pedro N. Ciancio, pierwszy pediatra w Paragwaju, miał pierwszą w kraju uprawę zbóż sojowych.
- M. D. Pedro Duarte Ortellado, założyciel Ministerstwa Zdrowia i jego pierwszy minister.
- Félix Paiva, prawnik i prezydent kraju w latach 1937–1939
- Maria Concepción Leyes de Chávez, pisarz.
- Miguel Ángel Pangrazio, prawnik i pisarz.
- Ana Iris Chávez de Ferreiro, poeta i pisarz.
- Felipe Sosa, gitarzysta.
- Ojciec José de Jesús Aguirre, pisarz i psycholog.
- Monsignor Saro Vera, pisarz.

## Granice
Caazapá leży w południowo-wschodniej części Regionu Wschodniego, między równoleżnikami 25º 30´ i 26º 45´ szerokości południowej, i między południkami 55º 15´ i 56º 45´ szerokości zachodniej.
Graniczy z 6 departamentami:
Guairá od północy
Caaguazú od północnego wschodu
Alto Paraná od wschodu
Itapúa od południa
Misiones od zachodu
Paraguarí od północnego zachodu

## Klimat
Najwyższe temperatury sięgają 37 °C, najniższe: 1 °C, średnia temperatura to 21 °C.

## Orografia i gleby
Gleby w departamencie składają się z głównie piaskowców z okresu Karbonu i nanosów rzecznych. Część ziem jest pochodzenia lodowcowego. W ukształtowaniu terenu przeważają niskie wzgórza nie przekraczające 200 m n.p.m. Wzgórza te tym bardziej rosną, im bliżej są gór Ybyturuzú Kordyliera.
W departamencie nie brakuje także gór. Góry Caazapá Kordyliera, Monte Rosario i San Rafael przecinają departament ze wschodu na zachód. Te góry rozdzielają departament na dwa różne regiony: na północnym wschodzie są łąki, bagna, małe jeziora i tereny dobre dla rolnictwa; na południowym wschodzie są z kolei lasy i wzgórza.

## Hydrografia
Rzeka Tebicuary płynie we wschodniej części departamentu z północy na południe i jest naturalną granicą z departamentem Itapúa. Kanał Tebicuary-mi jest naturalną granicą z departamentem Paraguarí.
Inna większa rzeka w Caazapá to rzeka Pirapó, która jest dopływem Tebicuary. Przepływa ona przez środkową część departamentu. Ponadto w Caazapá są jeszcze dwie ważniejsze rzeki: Capiibary i Ypety.
Rzeki Iñaro, Guazú i Charará nie mają większego znaczenia hydrograficznego dla departamentu.

## Środowisko naturalne
Ochrona środowiska jest tutaj bardzo ważna i stanowi przykład dla innych departamentów.
Cały departament jest częścią Lasu Centralnego. Lesisty krajobraz doznał konsekwencji hodowli bydła i stosowania nowych technologii w rolnictwie. Obydwie kwestie są głównym tematem zmartwień ludzi zajmujących się ochroną środowiska.
W Caazapá jest kilka gatunków roślin zagrożonych wyginięciem, szczególnie kadzidłowce yvyra paje i yvyra asy oraz nandyta i tiririca. Wśród zagrożonych wyginięciem gatunków zwierząt są m.in.: margaj i wydra (konkretnie wydra długoogonowa).
Tereny chronione to:
Park Narodowy Caaguazú o powierzchni 16 000 ha.
Prywatny Rezerwat Golondrina o powierzchni 24 077 ha.

## Gospodarka
W Caazapá produkuje się bawełnę, soję, cukier trzcinowy, maniok i kukurydzę. Produkcja soi jest tak duża, że departament ten nazwany został „Farmą Regionu Wschodniego”.
Eksploatacja bogactw naturalnych była dużą częścią działalności gospodarczej departamentu 30 lat temu, ale w późniejszych latach nastąpiło jej zmniejszenie.
Przemysł jest tutaj niewielki. Jednak ten, który tu istnieje, skupia się na produkcji żywności, miodu, cukru trzcinowego i krochmalu.

## Transport i łączność
Najważniejszą trasą, którą można się dostać do departamentu, jest autostrada nr 8 “Dr. Blas Garay”. Łączy ona drogi nr 2 i 7 w Coronel Oviedo. To jest główne połączenie Caazapá z resztą kraju.
Carlos Antonio López zbudował linię kolejową przecinającą departament z północy na południe. Odcinek długości 96 kilometrów stał się przedłużeniem drogi pomiędzy San Salvador i Abai.
Rzeki, które są kąpieliskami w departamencie, są żeglowne tylko dla małych statków. W departamencie są także lotniska dla małych i średnich samolotów.
Caazapá posiada kilka stacji telewizyjnych i radiowych. Oto one: Hechizo SRL, Yeruti Comunicaciones, Itacurú SRL, La Voz de Bolaños, Caazapá Poty, Tupa Renda, La Victoria SA, Aguaí Poty i 94.3.

## Edukacja
Caazapá ma 205 przedszkoli, 402 szkół podstawowych i 51 szkół średnich.
Edukacja w departamencie włącza do programu nauczania naukę o rdzennych mieszkańcach tego regionu.

## Zdrowie
W Caazapá jest 48 placówek zdrowotnych, wliczając szpitale i przychodnie. Nie zostały policzone prywatne przychodnie.

## Turystyka
Największą popularnością wśród turystów cieszą się Muzea Franciszkańskie. Poza tym miejscem często odwiedzanym jest legendarne źródło Ykua Bolaños. Według legendy, ksiądz Luis de Bolaños, chcąc przekonać tubylców do Boga, uderzył w skałę i woda zaczęła z niej wypływać. Ten cud przekonał tubylców i przeszli oni na chrześcijaństwo.
W mieście Maciel znajduje się stara zabytkowa stacja kolejowa.
Wzgórza Mbatovi, Ñu Cañy, Pacuri i the Serranía del Rosario są także często odwiedzane przez turystów.
Rzeki Tebicuary, Tebicuary-mi, Pirapó i Capiibary są miejscami wypoczynku i rekreacji dla miłośników pływania i opalania. Jest przy nich dużo plaż.